# Filtr dolnoprzepustowy

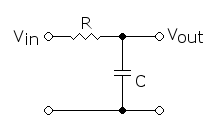
Filtr dolnoprzepustowy pasywny zrealizowany z opornika i kondensatora

Aktywny filtr dolnoprzepustowy RC

Filtr dolnoprzepustowy (ang. low-pass filter) – (nazwy: filtr górnozaporowy, high-cut filter, treble-cut filter nie są prawidłowe) układ elektroniczny, akustyczny lub inny element przetwarzający sygnał (np. odpowiedni algorytm), który przepuszcza częstotliwości sygnału poniżej ustalonej częstotliwości granicznej (pasmo przepustowe filtru), a tłumi składowe widma leżące w górnej jego części (pasmo zaporowe filtru). W postaci układu elektrycznego zbudowany jest zazwyczaj z cewki i kondensatora lub opornika i kondensatora. Filtr dolnoprzepustowy jest układem całkującym stratnym. Wielkością charakteryzującą taki układ jest transmitancja określana jako stosunek napięcia wyjściowego do wejściowego i często zapisuje się ją w postaci operatorowej:
{\displaystyle G(s)={\frac {K}{\mathrm {T} s+1}}}
gdzie:
{\displaystyle K} – wzmocnienie w pasmie przepustowym filtru,
{\displaystyle \mathrm {T} } – stała czasowa,
{\displaystyle s} – pulsacja zespolona, {\displaystyle s=j2\pi f.}

## Elektroniczne filtry dolnoprzepustowe

### Filtr RC pierwszego rzędu

Układ zastępczy filtra

Filtr RC pierwszego rzędu składa się z rezystora włączonego szeregowo z odbiornikiem oraz kondensatora włączonego równolegle do odbiornika. Dla niskich częstotliwości kondensator posiada dużą reaktancję, więc sygnał płynie do obciążenia. Przy wyższych częstotliwościach reaktancja kondensatora zmniejsza się i zaczyna on zachowywać się bardziej jak zwarcie, nie dopuszczając sygnału do obciążenia. Stała czasowa filtru RC wynosi:
{\displaystyle \mathrm {T} =RC}
Częstotliwość graniczna przedstawionego układu filtru wynosi:
{\displaystyle f_{\mathrm {c} }={\frac {1}{2\pi \mathrm {T} }}={\frac {1}{2\pi RC}}}
co jest równoważne pulsacji:
{\displaystyle \omega _{\mathrm {c} }={\frac {1}{\mathrm {T} }}={\frac {1}{RC}}}

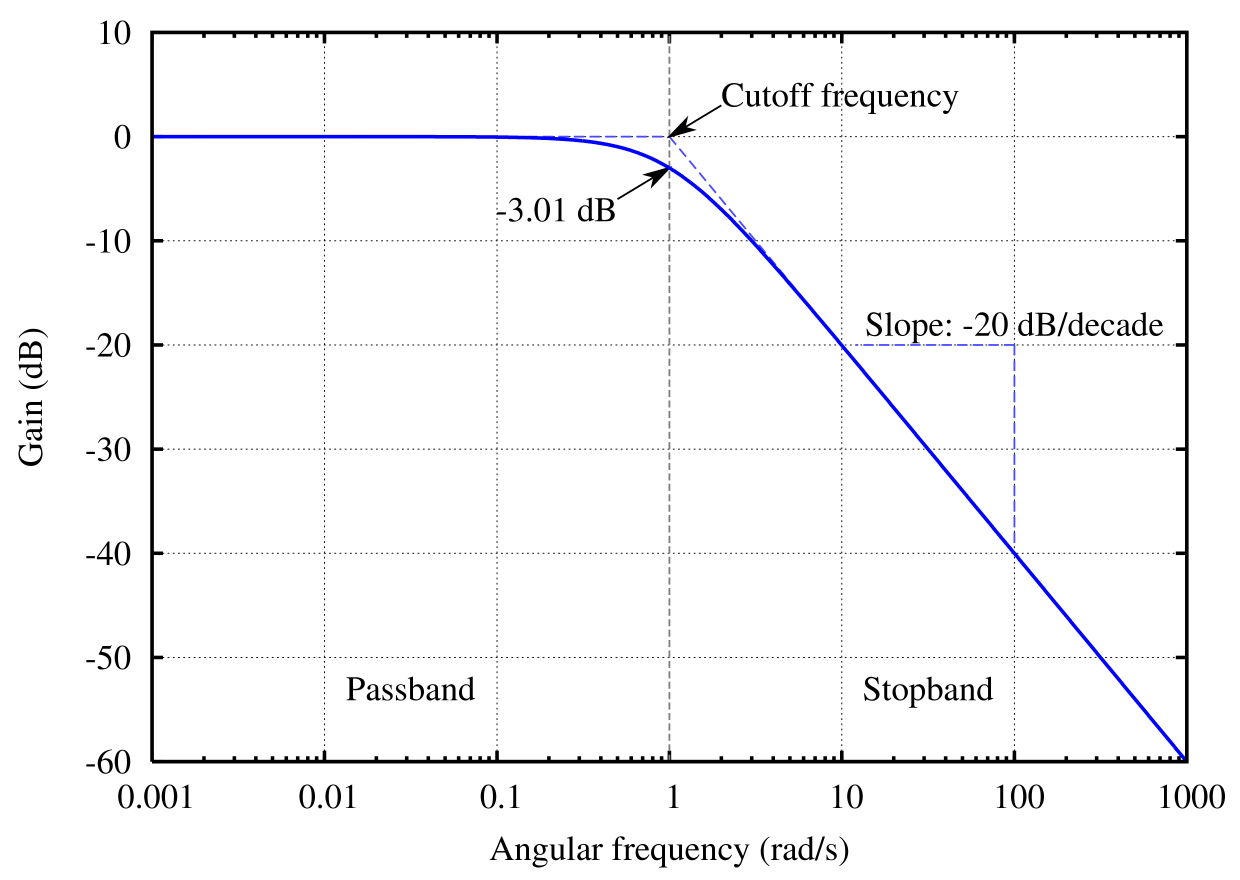
Przykładowa charakterystyka filtra dolnoprzepustowego RC

Przedstawiony powyżej filtr dolnoprzepustowy to najprostsze tego rodzaju rozwiązanie. Istnieją znacznie bardziej złożone realizacje takiego układu, posiadające odmienne charakterystyki (np. silniejsze tłumienie sygnału powyżej częstotliwości granicznej).

## Zastosowanie
Filtry dolnoprzepustowe są ważnym elementem technologii cyfrowej. Przykładowo przed zamianą sygnału analogowego na sygnał cyfrowy konieczne jest użycie filtra usuwającego z widma sygnału częstotliwości przewyższające częstotliwość Nyquista. Innym rozwiązaniem jest optyczny filtr dolnoprzepustowy, którym jest płytka z kryształu dwójłomnego znajdująca się przed przetwornikiem optoelektronicznym (np. CCD, CMOS) w cyfrowym aparacie fotograficznym. Ma ona na celu niewielkie rozmycie obrazu padającego na przetwornik, tak aby zapobiec powstawaniu efektów tzw. aliasingu.